# Бонате Сопра
Бонате Сопра (итал. Bonate Sopra) је насеље у Италији у округу Бергамо, региону Ломбардија.
Према процени из 2011. у насељу је живело 7060 становника. Насеље се налази на надморској висини од 228 м.

## Становништво
| 1931. | 1936. | 1951. | 1961. | 1971. | 1981. | 1991. | 2001. | 2011. |
| ----- | ----- | ----- | ----- | ----- | ----- | ----- | ----- | ----- |
| 2.990 | 3.090 | 3.381 | 3.952 | 4.365 | 4.751 | 5.212 | 6.238 | 8.920 |